# Maurizio Bellin
Maurizio Bellin (né le 2 avril 1982 à Somma Lombardo) est un coureur cycliste italien. 

## Palmarès
- 2001
  - Targa d'Oro Città di Legnano
- 2002
  - Targa Libero Ferrario
- 2003
  - Coppa Poggetto
  - Trofeo Pama Prefabbricati
- 2004
  - Trofeo L'Eco del Chisone
- 2005
  - Trofeo Gandolfi
  - Freccia dei Vini
  - 2e du Giro della Valsesia
  - 2e du Gran Premio Sannazzaro
  - 3e du Giro delle Due Province

## Classements mondiaux
| Année           | 2005 | 2006   | 2007 |
| --------------- | ---- | ------ | ---- |
| UCI Europe Tour | 214e | 1 162e | 819e |